# 캐서린 하드윅

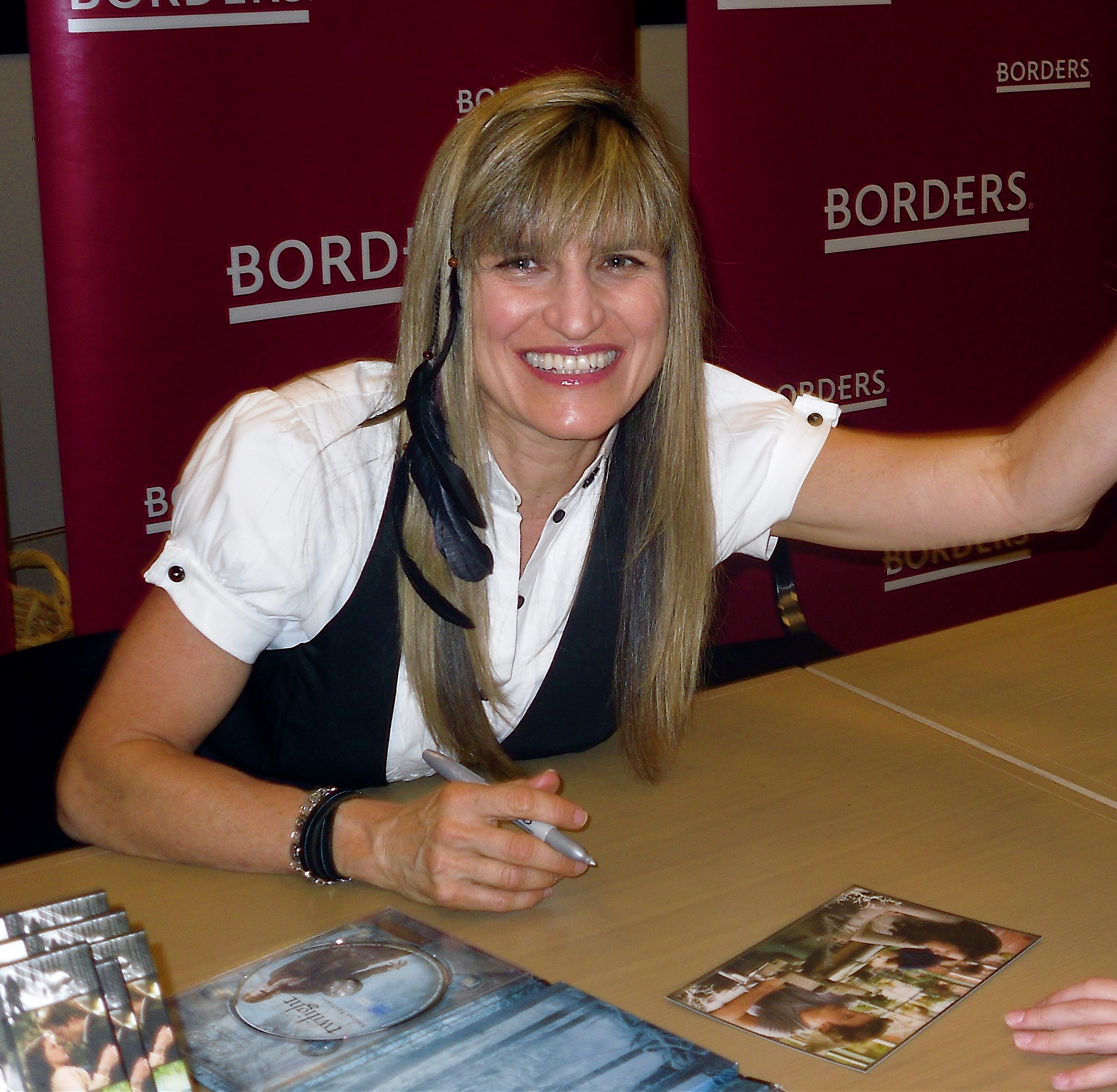
캐서린 하드윅

캐서린 하드윅(Catherine Hardwicke, 1955년 10월 21일 ~ )은 미국의 영화 감독이다.